# Domostroj
Il Domostroj è un libro russo del XVI secolo che raccoglie una serie di regole e consigli per la vita di tutti i giorni.
Il titolo completo è Un libro chiamato «Domostroj» contenente informazioni utili, insegnamenti e istruzioni per ogni cristiano, marito, moglie, figli, servi e ancelle.
È composto dalle seguenti sezioni:
- Sulla struttura spirituale
- Sulla struttura secolare
- Sul comportamento a una festa e a tavola
- Sul comportamento in chiesa
- Sulla gestione della famiglia
- Sull'organizzazione familiare
- Sul rispetto delle cose
- Sezione culinaria